# Активная каталитическая фаза
Активная каталитическая фаза (англ. active catalytic phase) — компонент гетерогенного катализатора, непосредственно участвующий в каталитической реакции.

## Описание
Термин используется для обозначения каталитически активного компонента, входящего в состав катализатора наряду с другими основными компонентами — носителем и промоторами. Как правило, размер частиц активной каталитической фазы находятся в нанодиапазоне. Активная каталитическая фаза может составлять лишь небольшую долю от общей массы катализатора, например, активность катализаторов риформинга обеспечивается наличием в их составе 0,3-0,5 % платины. Как правило, активная фаза формируется в катализаторе на стадии его приготовления, но в ряде случаев может образовываться и непосредственно в ходе каталитического процесса. Так, например, оксиды никеля и молибдена, образующиеся на стадии приготовления катализаторов гидрообессеривания, в процессе работы восстанавливаются и превращаются в сульфиды, которые многократно ускоряют процесс гидрообессеривания, то есть служат активной каталитической фазой. Катализатор может терять свою активность и селективность, если активная фаза подвергается каким-либо структурным изменениям или изменениям состава, блокировке продуктами реакции (пример — закоксовывание катализаторов нефтепереработки), уменьшению площади активной поверхности в результате спекания или миграции частиц активной фазы.